# Dubjonki járás
A Dubjonki járás (oroszul Дубёнский район, erza nyelven Тумобуе, moksa nyelven Дубёнкань район) Oroszország egyik járása Mordvinföldön. Székhelye Dubjonki.

## Népesség
- 1989-ben 18 571 lakosa volt.
- 2002-ben 16 366 lakosa volt, akik főleg oroszok, erzák és tatárok.
- 2010-ben 13 851 lakosa volt, melynek 86,4%-a erza, 10,5%-a orosz, 2,5%-a tatár.